# Polygala moggii
Polygala moggii är en jungfrulinsväxtart som beskrevs av Raffaelli, Mosti och Tardelli. Polygala moggii ingår i släktet jungfrulinssläktet, och familjen jungfrulinsväxter. Inga underarter finns listade i Catalogue of Life.